# Polyporaceae
Famille

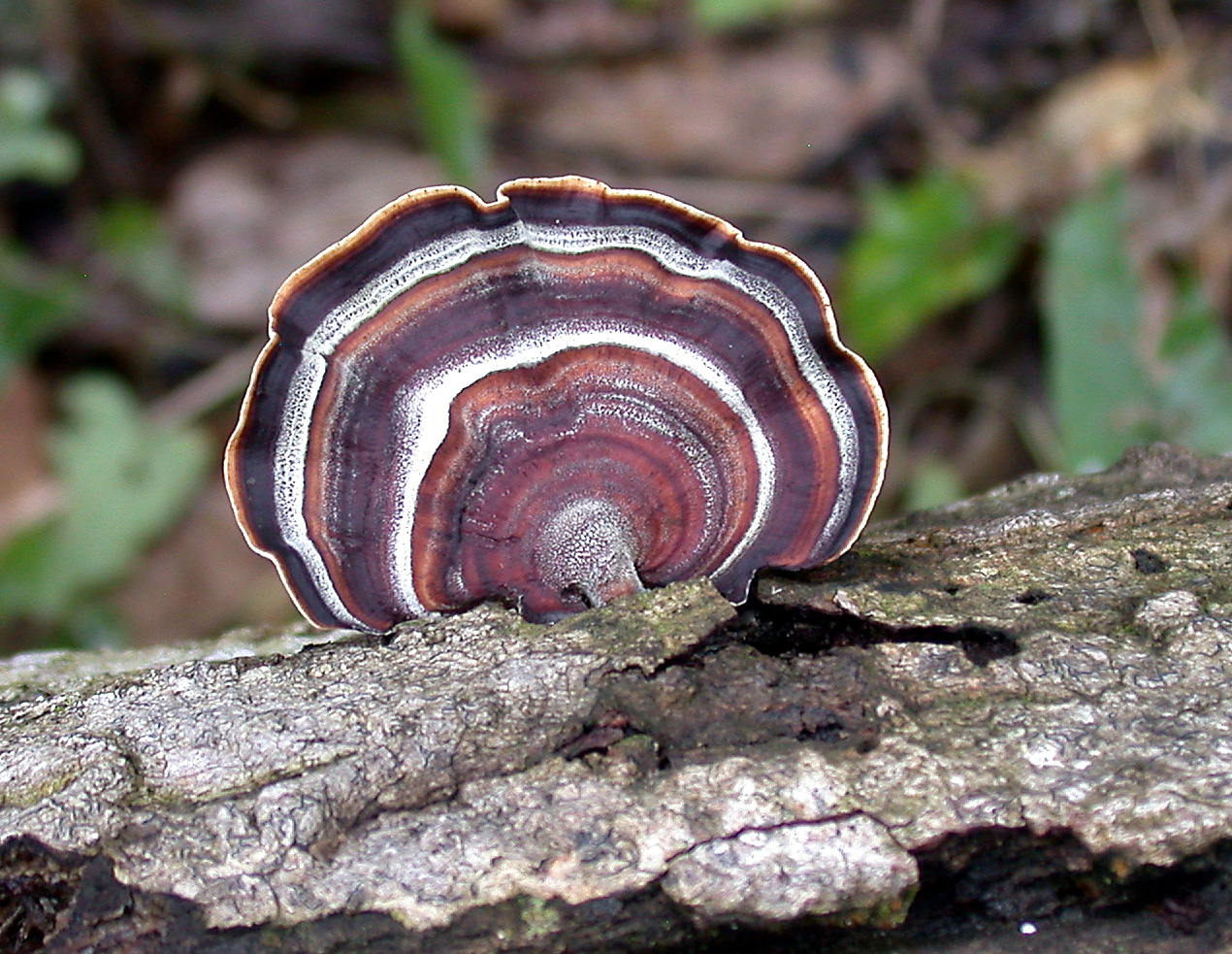
Microporus affinis, parc national de Khao Yai, Thaïlande

Les Polyporaceae (Polyporacées) sont une famille de champignons basidiomycètes de l'ordre des Polyporales.

## Description

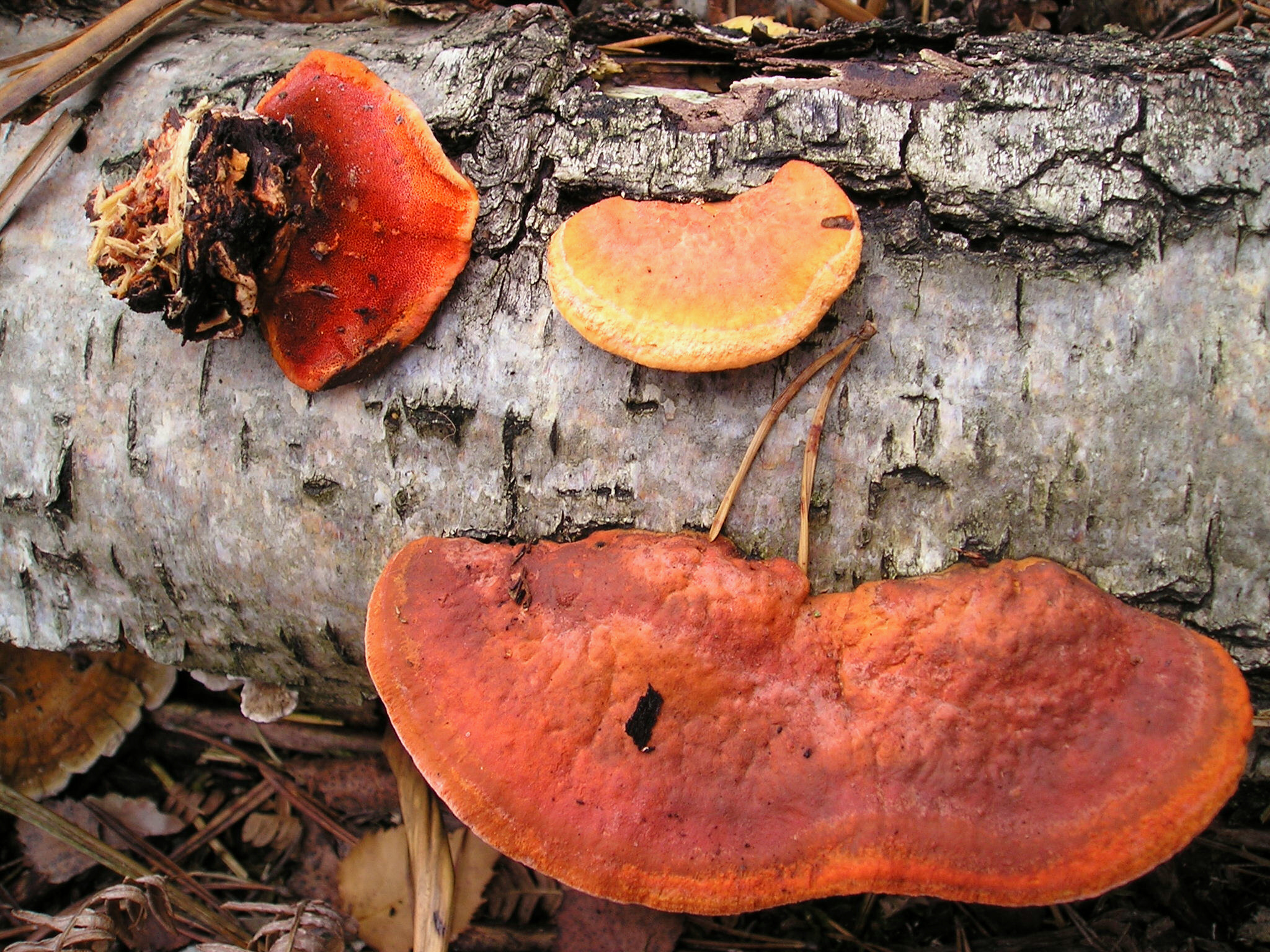
Pychnoporus cinnabrinus dans la nature, près de Rambouillet, France

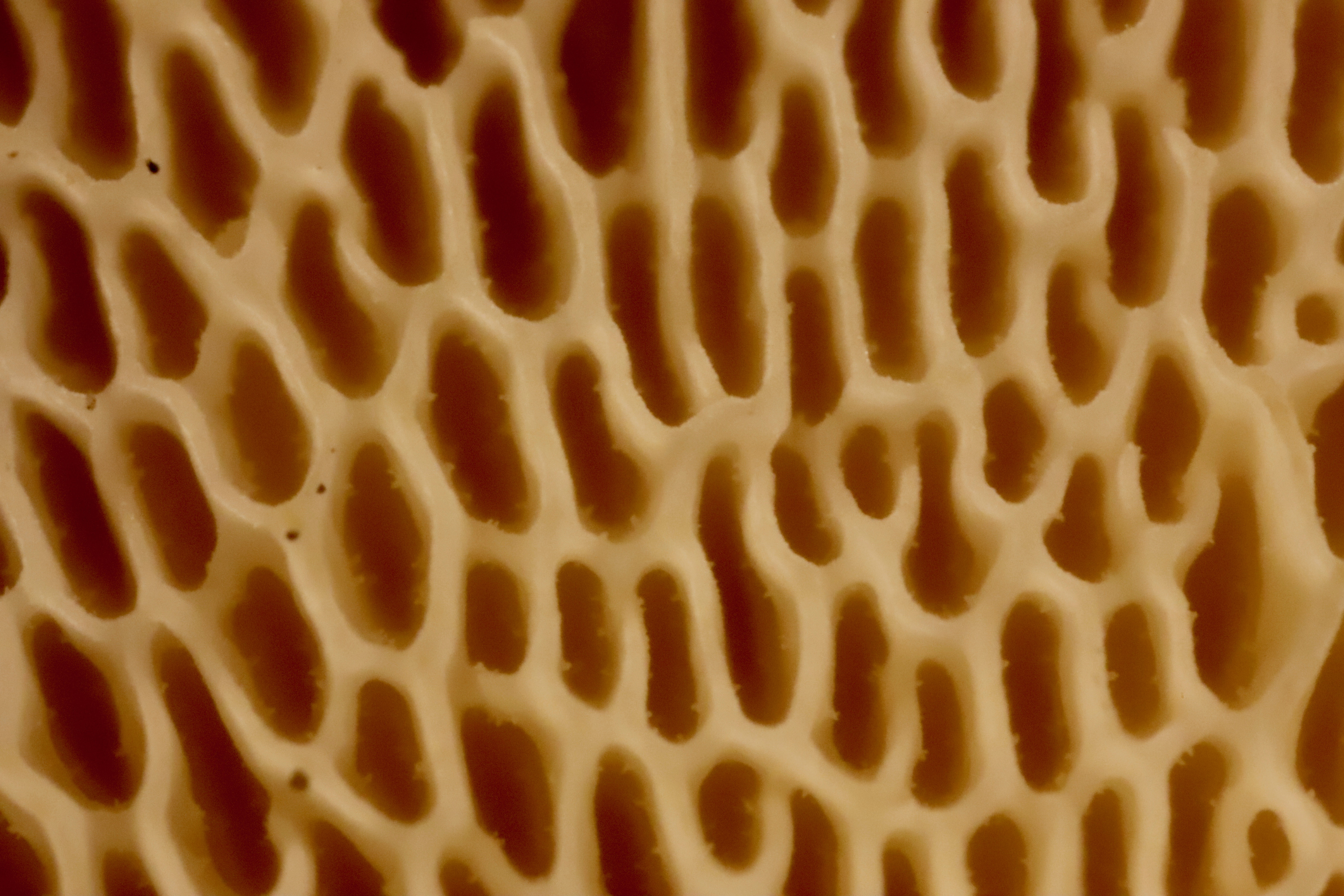
hyménophore de Neofavolus alveolaris, Vérone, Italie

## Genres
Abundisporus —
Amyloporiella —
Aurantiporus —
Australoporus —
Austrolentinus —
Bridgeoporus —
Cerrena —
Cinereomyces —
Coriolopsis —
Cryptomphalina —
Cryptoporus —
Cystidiophorus —
Daedaleopsis —
Datronia —
Dentocorticium —
Dichomitus —
Diplomitoporus —
Earliella —
Echinochaete —
Epithele —
Epithelopsis —
Erastia —
Faerberia —
Favolus —
Flabellophora —
Frantisekia —
Fuscocerrena —
Fomes —
Globifomes —
Grammothele —
Grammothelopsis —
Hapalopilus —
Haploporus —
Heliocybe —
Hexagonia —
Hymenogramme —
Laccocephalum —
Laetifomes —
Lentinus —
Lenzites —
Leptoporus —
Lignosus —
Lithopolyporales —
Lopharia —
Loweporus —
Macrohyporia —
Megasporoporia —
Microporellus —
Microporus —
Mollicarpus —
Mycelithe —
Navisporus —
Neofavolus —
Neolentinus —
Nigrofomes —
Nigroporus —
Oligoporus —
Pachykytospora —
Panus —
Perenniporia —
Phaeotrametes —
Piloporia —
Podofomes —
Polyporus —
Poria —
Porogramme —
Poronidulus —
Pseudofavolus —
Pseudopiptoporus —
Pycnoporus —
Pyrofomes —
Royoporus —
Rubroporus —
Ryvardenia —
Skeletocutis —
Sparsitubus —
Spongipellis —
Stiptophyllum —
Thermophymatospora —
Tinctoporellus —
Trametes —
Trametopsis —
Trichaptum —
Tyromyces —
Vanderbylia —
Wolfiporia —
Xerotus